# Église Notre-Dame-de-Lourdes de Paris
Pour les articles homonymes, voir Église Notre-Dame-de-Lourdes.
Ne doit pas être confondu avec Basilique Notre-Dame-du-Rosaire de Lourdes.
L'église Notre-Dame-de-Lourdes est une église catholique située au 130 rue Pelleport, dans le 20e arrondissement de Paris.

## Histoire
Il s'agit d'abord d'une chapelle, construite en 1898. Elle est remplacée en 1910 par une église afin de répondre à l'accroissement de la population du quartier. Dotée d'un clocher surmonté d'une statue de la Vierge, l'église se trouvait alors au niveau des n°116-124. Détruite pour raison de sécurité dans les années 1970, son terrain est vendu par l'archevêché et des immeubles sont érigés à la place. Une nouvelle église est aménagée au rez-de-chaussée de l'immeuble du n°130, construit par l'architecte Jean Vidal. Le nouvel espace cultuel est béni le 24 février 1980,,.
L'église est dédiée à Notre-Dame de Lourdes. On peut y vénérer « un morceau du rocher de la grotte de Lourdes ». Un bas-relief sculpté figurant la Vierge y est aussi présenté.
À proximité, rue Taclet, se trouve l'école et le collège privés catholiques Notre-Dame de Lourdes, liés à la paroisse.

## Architecture

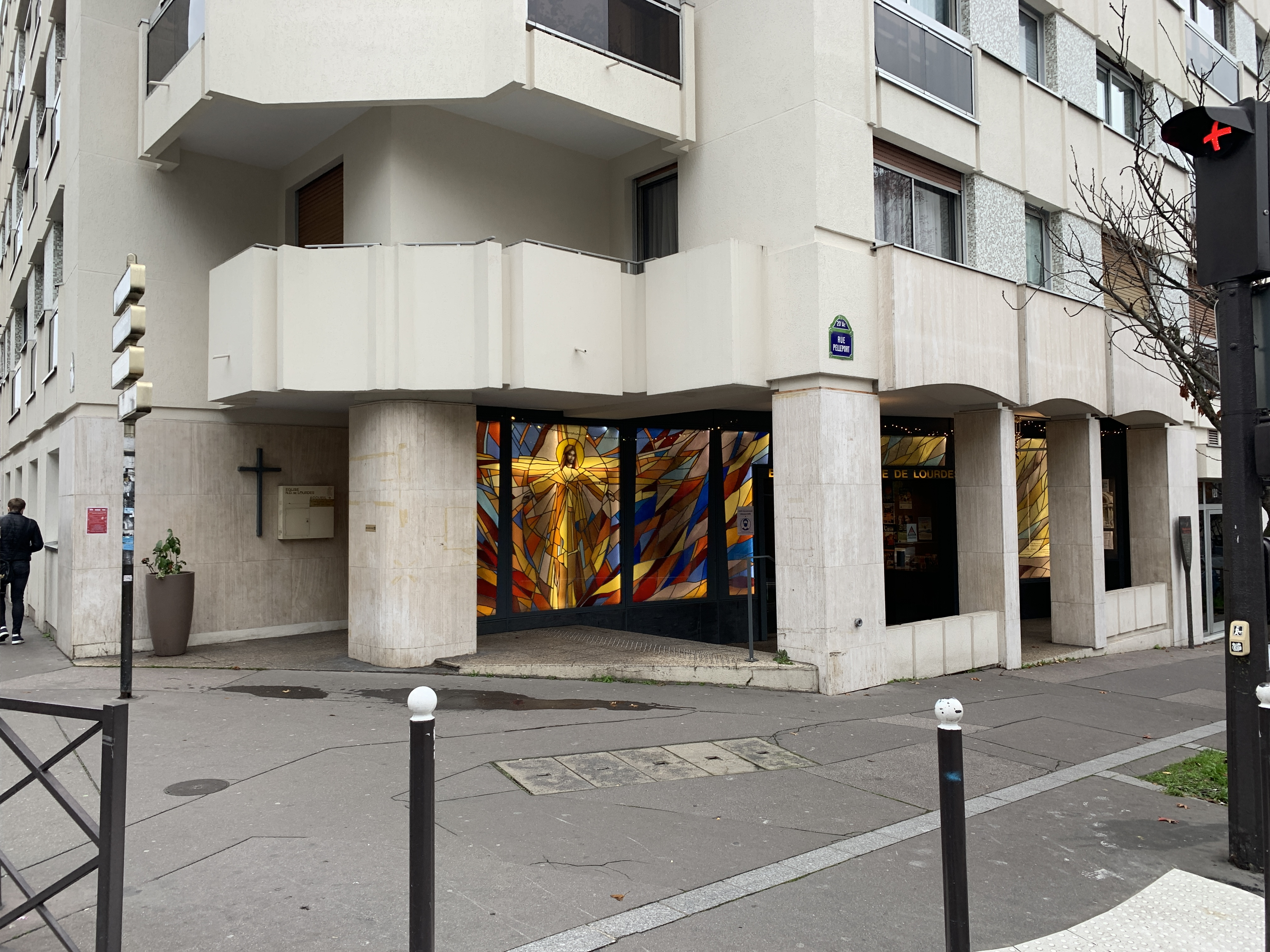
Vue générale, angle rue Saint-Fargeau rue Pelleport.

## Orgue
En 1993, le facteur Antoine Bois, d'Orbey (Haut-Rhin) y a installé un petit orgue mécanique de 12 jeux, 2 claviers et pédale ; composition : 
- Positif : Bourdon 8’, Flûte à cheminée 4’, Nazard 2-2/3’, Sesquialtera II (1-3/5’), Cromorne 8’ ;
- Grand orgue : Montre 8’, Bourdon 8’, Prestant 4’, Doublette 2’, Fourniture IV (1-1/3’) ;
- Pédale : Soubasse 16’, Flûte 8’ ;
- Acc. Pos/GO, Tirasse GO, Tremblant.

## Source
- Inventaire des orgues en Île-de-France. Paris, XVe-XXe arrondissements, Ariam, Pierre Dumoulin, Klincksieck, 1997.